# نخلة أندامانية
نخلة أندامانية (الاسم العلمي:Phoenix andamanensis) هي نوع من النباتات يتبع جنس النخلة من الفصيلة الفوفلية. سمي هذا النوع نسبةً إلى جزر أندامان في الهند.